# 布里格斯 (內布拉斯加州)
布里格斯（英語：Briggs）是位於美國內布拉斯加州道格拉斯縣的非建制地區。

## 歷史
布里格斯的郵局於1892年設立，其後於1913年停運。

## 地理
布里格斯所處的海拔為高於海平面360米（即1181英呎），而該地所採用的時區為UTC-6，即北美中部时区（CST）。同時該地設有夏令時間，為UTC-6調快一小時，即UTC-5（CDT）。